# Cooper Bessemer

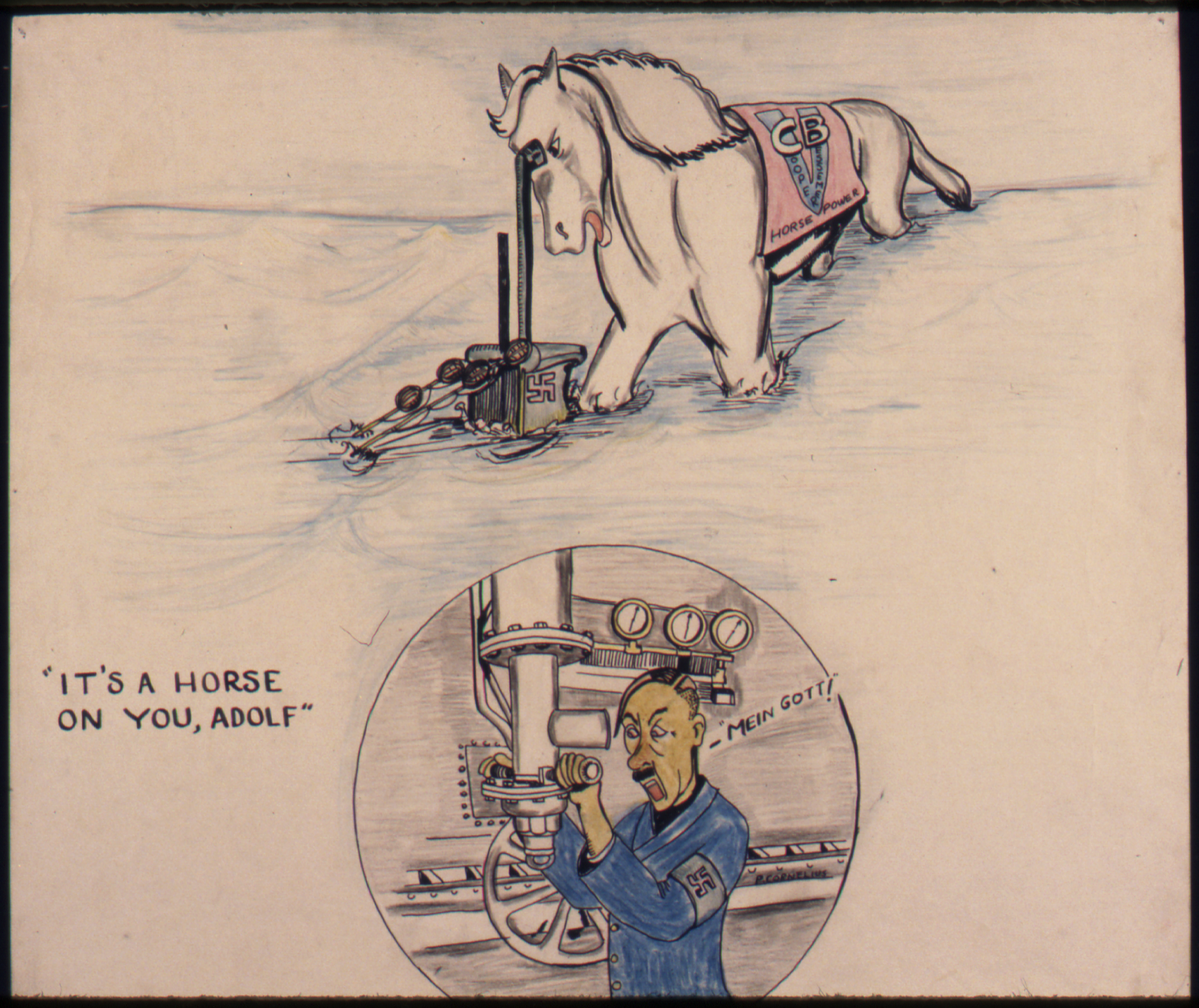
Un póster de la Segunda Guerra Mundial promocionando los motores Copper Bessemer.

Cooper-Bessemer se refiere a la Cooper-Bessemer Corporation y a la marca Cooper-Bessemer de motores y compresores industriales, fabricados en Mount Vernon, Ohio. La Cooper-Bessemer Corporation fue formada cuando  C. & G. Cooper (fundada en 1833) y la Bessemer Gas Engine Company (fundada in 1899) se fusionaron en 1929. En 1965, la compañía fue renombrada como Cooper Industries y trasladada a Houston, Texas. En la década de 1990, el Petroleum and Industrial Equipment Group de Cooper Industries se separó para formar la Cooper Cameron Corporation, conocido hoy como el grupo Compression Systems de la Cameron International Corporation.

## Productos

### Motores
En 1929, los productos Cooper-Bessemer incluían compresores con motores de combustión interna y motores estacionarios y marinos, diésel y de gasolina. Durante la Segunda Guerra Mundial, Cooper-Bessemer hizo una gran contribución al esfuerzo de guerra fabricando motores diésel para barcos de transporte de mercancías y tropas, así como también barcos de guerra, rescate y patrulleras. Los motores Cooper-Bessemer fueron ampliamente usados en la producción de goma, aleaciones, metales livianos, combustible de aviación de alto octanaje, amonio sintético para municiones, y en refinerías, plantas químicas, astilleros y oleoductos. Muchas de las primeras locomotoras Diésel-Eléctrica de General Electric tenían motores Cooper Bessemer.

### Compresores
Desde la década de 1920 hasta la década de 1980, la compañía fabricó miles de compresores Cooper-Bessemer con motor, incluyendo las series GMV, GMW y GMX, los compresores V-250, V-275, W-330, Z-330 y QUAD. Estos compresores usaban un  "motor de diseño compacto, en V, con bielas articuladas, permitiendo a la biela del pistón mover la biela maestra del compresor con cada impulso del cigüeñal". "El compresor GMV con motor integrado fue la mayor contribución a la economía mundial por más de medio siglo, suministrando energía para el transporte de gas, petroquímica, refinería y centrales eléctricas en Estados Unidos y cuarenta y cuatro países alrededor del mundo".

## Actualidad
Miles de motores Cooper-Bessemer continúan operando al día de hoy.